# Acrophylla titan
Genre
Acrophylla titan, ou en langue vernaculaire le Phasme titan, est la plus grande espèce de phasmes d'Australie. En effet, la femelle atteint 25 centimètres de longueur, le mâle quant à lui dépasse à peine la moitié de la femelle.
Le corps du phasme d'Australie est très allongé, robuste et de couleur brunâtre ou verdâtre et terminé par des cerques. Comme ses congénères, les yeux composés sont situés de chaque côté de la tête qui est hypognathe. Les antennes sont fines et mobiles, les trois paires de pattes, longues et armées d'épines.

## Distribution
Cette espèce est endémique du sud-est du Queensland et de Nouvelle-Galles du Sud.